# Nicolas Vouilloz (raliversenyző)

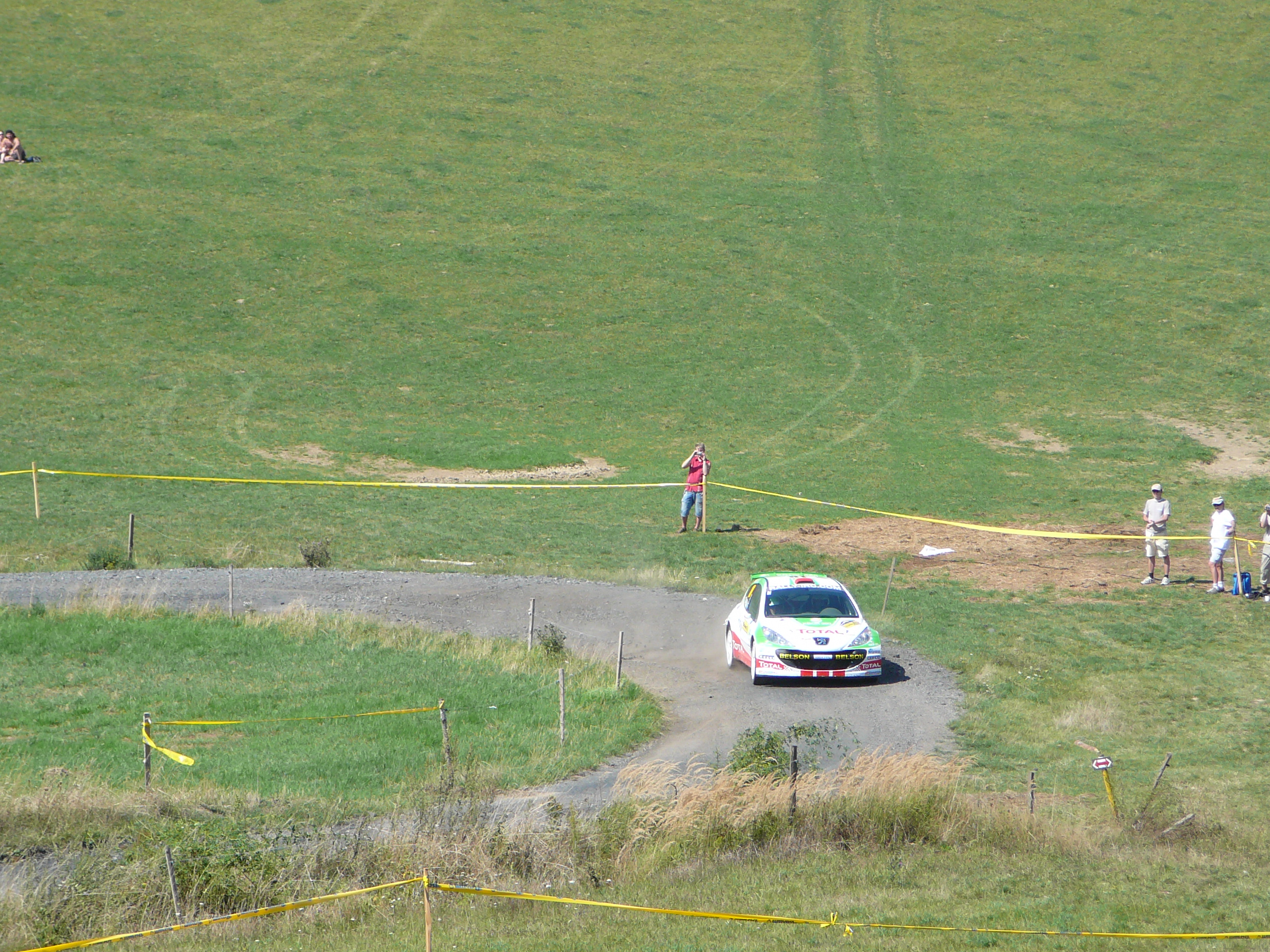
2007-ben a Barum ralin

Nicolas Vouilloz (Nizza, 1976. február 8. –) francia mountain bike-világbajnok és raliversenyző. Jelenleg a Peugeot Team Bel-Lux pilótája az Interkontinentális ralibajnokságon.

## Pályafutása

### Mountain bike
1992 és 1994 között három alkalommal nyerte meg a juniorok downhill versenyét a mountain bike-világbajnokságon. Ebben a kategóriában felnőttként hét alkalommal lett világbajnok.

### Rali
2000-ben hazája rali-versenyein kezdte ralis pályafutását. A 2001-es Monte Carlo-rali debütált a világbajnokságon, egy N csoportos Renault Clio-val. 2004-ben hét, 2005-ben kettő, 2006-ban pedig egy világbajnoki futamon vett részt, ezek mindegyikén WRC-vel, de pontot érő helyezést egyszer sem sikerült elérnie.
2007-től az Interkontinentális ralibajnokságon versenyez. Első évében három versenyen nyert, és a bajnokság második helyén végzett. 2008-ban megnyerte a bajnokságot, miután egy alkalommal győzni tudott, valamint további hét dobogós helyezést ért el.

## Sikerei
- downhill-világbajnok (junior): 1992, 1993, 1994
- downhill-világbajnok: 1995–1999, 2001, 2002
- Interkontinentális ralibajnokság bajnoka: 2008